# Eisenbahnunfall von Rennert
Der Eisenbahnunfall von Rennert war eine Entgleisung mit anschließendem Zusammenstoß am 16. Dezember 1943 bei Rennert im US-Bundesstaat North Carolina. 72 Menschen starben, 187 Personen wurden verletzt.

## Ausgangslage
Der Richtung Süden fahrende Taniami Champion, ein Zug der Atlantic Coast Line Railroad auf der Fahrt von New York City nach Florida, bestand an diesem Tag aus einer dreiteiligen dieselelektrischen Lokomotive der Baureihe EMD E 6 und 18 Personenwagen. Bei Rennert befuhr der Zug eine zweigleisige Strecke. Hier entgleisten aufgrund eines Bruchs der Schienen gegen 0 Uhr 50 bei einer Geschwindigkeit von etwa 135 km/h die letzten drei Wagen, blieben aber aufrecht stehen. Durch den Riss der Kupplung und die Durchtrennung der Bremsschläuche wurde eine Zwangsbremsung ausgelöst. Der vordere Zugteil kam so nach etwa 800 Metern zum Stehen.

## Unfallhergang
Von den entgleisten Wagen ragten zwei in das Lichtraumprofil des Gleises der Gegenrichtung. Das Zugpersonal des hinteren Zugteils evakuierte alle Fahrgäste, die höchstens kleinere Verletzungen durch die Entgleisung davontrugen. Es meldete auch nach vorne, was geschehen war, sicherte das Gleis hinter dem entgleisten Zug gegen Folgezüge mit einer Warnflagge und ging davon aus, dass das Personal des vorderen Zugteils das gleiche für das Gleis der Gegenrichtung vornehmen würde. Der Lokomotivführer inspizierte seinen Zug und stellte fest, dass die Kupplung zwischen dem zweiten und dritten Wagen gerissen war, hielt das für den Grund der Zwangsbremsung und war sich nicht bewusst, dass er drei Wagen verloren hatte. Er versuchte, die Kupplung zu reparieren und beauftragte den zweiten Lokomotivführer mit der Sicherung des Gleises der Gegenrichtung. Dieser ging in südliche Richtung, als er den nordwärts fahrenden Taniami Champion der Gegenrichtung auf sich zukommen sah. Dieser bestand aus einer gleichen Lokomotivkomposition und 16 Personenwagen und war mit 130 km/h unterwegs. Bei dem Versuch, das Warnsignal abzugeben, rutschte der zweite Lokomotivführer auf dem vereisten Schotter aus, stürzte und wurde von dem Lokpersonal des vorbeifahrenden Zuges nicht wahrgenommen. Erst als er an dem liegen gebliebenen Zug vorbeifuhr, nahm der Lokführer des nach Norden fahrenden Zuges Halte-Signale wahr, die ihm ein Reisender gab und unmittelbar darauf sah er die entgleisten Wagen vor sich liegen. Er leitete sofort eine Notbremsung ein, die zwar noch die Aufprallgeschwindigkeit minderte, nicht aber den Zusammenstoß mit den entgleisten Fahrzeugen des anderen Zuges verhindern konnte. Als der Zug gegen 1 Uhr 30 in die entgleisten Wagen fuhr, entgleiste er ebenfalls.

## Folgen
Während des zweiten Unfallgeschehens starben 72 Menschen, 71 davon in dem auffahrenden Zug. Die meisten Opfer starben, als beim Auffahren der dritte Wagen auf den zweiten geschoben wurde und ihn unter sich begrub. Sehr viele der Toten waren Soldaten auf Heimaturlaub aus dem Zweiten Weltkrieg. Unter den Verletzten befand sich auch die Opernsängerin und Schauspielerin Grace Moore.
Die Untersuchung des Unfalls durch die Interstate Commerce Commission kam zu dem Schluss, dass der Unfall vermeidbar gewesen wäre, hätten sich die Eisenbahner des südwärts fahrenden Zuges an die Sicherheitsregeln gehalten. Dazu hätte auch gehört, den gesamten Zug – auch auf Vollständigkeit – zu überprüfen. Weiter hätte das Gleis der Gegenrichtung ordnungsgemäß gesichert werden müssen, z. B. durch Knallkapseln.